# 桜庭うれあ
桜庭 うれあ（さくらば うれあ、1993年5月19日 - ）は、日本のAV女優、ストリッパー。ファンスタープロモーション、ロック座所属。
趣味はカラオケ。好物はチョコレート。2016年11月1日に新宿ニューアートでストリップデビュー 。

## 出演作品
2015年
- 寝取られ人妻温泉旅行｢あなたが喜ぶなら私、他の男に抱かれます｣（9月4日、ゴーゴーズ）
- 美少女戦士 セーラーマーメイド～レズヒロインを夜這いレイプ～（10月9日、GIGA）共演:白石悠
- 小悪魔女幹部＆女戦闘員レズ輪姦 電撃戦隊パーフェクトレンジャー（10月23日、GIGA）共演:芦名ユリア、小田エリナ、美森すずか、あいの華
- うれあ＆萌菜と激エロ唾フェチツアー 前編（11月10日、フェティッシュ）共演:西内萌菜
- うれあ＆萌菜と激エロ唾フェチツアー 後編（12月10日、フェティッシュ）共演:西内萌菜
- 毎日イイ事のない僕が病院で出会った、やたらと目が合う看護師。さらに近づいてきては体を密着させてくる（12月24日、SOSORU×GARCON）共演: 蛯名りな、月野美羽
- 黒魔術少女戦士 黒乃メイサ（12月25日、GIGA）共演:西口あられ、美森すずか

- 誰も居ない自分達だけの秘密基地で隠れた秘めごと レズ女子高生 No2（1月8日、 V&R PRODUCE）共演:長谷川夏樹
- セクシャルダイナマイトヒロイン グラマラスエンジェル（1月8日、ZENピクチャーズ）共演:江上しほ
- 美しい女のたまらなく臭くて美味しい匂い No5（1月10日、Future Road）共演:橋川愛佳、橋川愛佳
- 天使の裏バイトチ◯ポとJK！接近オナニー鑑賞 射精に釘付けコーフントロトロ女子高生（1月20日、スターパラダイス）共演:南梨央奈、丸山れおな、宇野ゆかり、西野杏子、小花藍莉
- いつも泥酔して帰ってくる妹は中出しオナホール!?ホントは俺とヤリたいだけなんじゃないの〜？（1月20日、SCANDAL）共演:南梨央奈、松浦ゆきな
- JK個撮 天使のマン娘 黒髪ロングの優等生うれあチャン！貧乳だけどクソエロい！美少女連れ回しハメ動画（2月20日、スターパラダイス）
- TMAコスプレが大好きな女優さん大集結！第一回コスプレオフ会大乱交！！（2月26日、TMA）共演:逢沢るる、河西あみ、篠宮ゆり、新條希、さとうみつ、みおり舞、大見はるか
- ももク○高木れ○激似 お嬢様女子大生のアナル！（2月27日、オルスタックソフト販売）
- 白濁マン汁垂れ流し 素人娘のズボズボ指オナニー（3月4日、虎堂）共演:紺野ひかる、横山夏希、夏希のあ、夏野ひまり、日高結愛、白井まい
- JK自画撮りお漏らしディルドオナニー No2（3月4日、オフィスケイズ）共演:みづなれい、白井まい、夏希のあ、なごみ
- 素人娘 何度もイッちゃうおま○こドアップ手マン （3月4日、オフィスケイズ）共演:紺野ひかる、横山夏希、夏希のあ、夏野ひまり、水城奈緒、里美まゆ、他
- 喉奥性感帯 ディープスロートでイク女（3月4日、オフィスケイズ）共演:みづなれい、水城奈緒、白井まい、希咲あや
- セクシャルダイナマイトヒロイン18 セーラー忍者（3月11日、ZENピクチャーズ）共演:白桃心奈、大迫直子
- お姉さん、オマ○コ舐めさせて下さい！！イッてもやめないクンニで悶えまくる素人娘たち3（3月18日、虎堂）共演:三喜本のぞみ、夏希のあ、夏野ひまり、枢木みかん、木村つな、水城奈緒、横山夏希、他
- 素人娘にいきなりディープスロート！（3月18日、虎堂）共演:紺野ひかる、夏希のあ、横山夏希、水城奈緒、他
- センズリみてたら興奮しちゃったエッチな素人娘たち No2 （3月18日、サルトル映像出版）共演:乙葉ななせ、三喜本のぞみ、枢木みかん、美月あおい、他
- 串刺しピストン！エロ尻ディルドオナニー No8（3月18日、オフィスケイズ）共演:横山夏希、夏希のあ、夏野ひまり、他
- 足裏官能個人撮影（3月25日、グリップAV）共演:愛乃ねこ、西口あられ、葵紫穂、希美ゆう、水城唯、横山夏希
- 新 センズリ見てたら興奮しちゃった素人娘 No18（4月1日、オフィスケイズ）共演:仲村茉莉恵、希咲あや、夏野ひまり、白井まい
- 素人娘ヘアヌードコレクション5時間 No5（4月8日、S級素人）共演:夏野ひまり、横山夏希、夏希のあ、夢実あくび、香山美桜、折原ほのか、佳苗るか、なつめ愛莉、里美まゆ、桜ちなみ、他
- バーチャル淫語 高速ピストンマン汁垂れオナニー（4月19日、ゑびすさん）共演:水上ホタル、星野はるあ、小峰みこ、平清香
- 爆笑！腋くすぐり超特急（4月25日、グリップAV）共演:西口あられ、荒木まい、夏希のあ、横山夏希、上原ひなの
- ももク○高城れ○激似 六本木で働く美人秘書のアナル うれあ（4月27日、オルスタックソフト販売）
- 見つかっちゃったオナニー （5月1日、ゑびすさん）共演:麻生りおん、高瀬杏、川越ゆい、いとう凛
- 淫汁・淫臭まみれるレズ学園（5月1日、ゑびすさん）共演:茅ヶ崎ありす、荒木まい、穂積ゆうり、天音こころ、甲斐ミハル、みなみ瀬奈、星野はるあ、他
- 純心戦姫ピュアブレイザー3～愛の戦姫ハートブレイザー～（5月13日、GIGA）共演:通野未帆
- 痰つば・臭いフェチレズ（5月19日、ゑびすさん）共演:高瀬杏
- 登場人物は全員男性だけど、演じるのは全員女優（5月27日、GIGA）共演:綾瀬ことり、平清香、小田エリナ、矢吹リカ
- バーチャルベロキス No2（6月1日、ゑびすさん）共演:琥珀うた、浅倉あすか、綾瀬ゆい、聖菜アリサ、愛原れの、桐谷ユリア、長谷川夏樹、星野はるあ、宮永香織、水上ホタル、沢本由紀恵、千星はるか、他
- ヌキ無しの健全な日本人女性マッサージ師を呼んで、黒い肉棒をチラつかせて強引にハメる盗撮映像5（6月1日、変態紳士倶楽部）共演:麻里梨夏、広瀬奈々美
- 深夜の病院で夜勤ナースに囲まれて男はボク1人の王様ゲーム2！（6月7日、Hunter）共演:北条麻妃、仁美まどか、佳苗るか、加納綾子、朝倉ことみ、青葉優香、有賀ゆあ、綾瀬ことり
- ｢このまま中出しレイプされる娘を見るか？それとも自分で娘に中出しするか？｣と選択を迫られた父親はどうするのか…（6月7日、アパッチ）共演:春川せせら、斉藤みゆ、早瀬ありす
- スパンデクサー・ムーンエンジェル（6月10日、GIGA）共演:春原未来
- 素人娘初めての自撮り ピクピク敏感絶頂オナニー私のいつもやっているオナニーを見て下さい（6月15日、ピーターズ）共演:他9名
- 集団しびれ薬 男子校でのイケてないグループに属していたボクは就職して上京するもやっぱり彼女はできず、相変わらずのモテない日々（6月19日、アパッチ）共演:広瀬うみ、白石みお、南希海、まひろ芽唯
- パンストでコキコキ No2（6月20日、スターパラダイス）共演:若月まりあ、宇野ゆかり、小花藍莉、星野ひびき
- 美少女戦士セーラーエンジェル～魔装堕ち～（6月24日、GIGA）共演:あゆな虹恋
- セーラーヒロイン くすぐり凌辱地獄 リメイク版（6月24日、GIGA）共演:竹内真琴
- 目を閉じて想像してみて下さい…あなたは手錠で拘束され身動きが出来ない状態。手錠のカギはあなたのチ○ポに付けられた！そして目の前には手足を拘束されているが必死にチ○ポについた手錠のカギを口で取ろうとする女性。しかもその女性にはご丁寧にバイブが突っ込まれている！！あなたは勃起せずにいられますか？（7月7日、お夜食カンパニー）福咲れん、森保さな、他
- 輪姦シェアハウス～出張訪問サービスの女を男だけの シェアハウスに呼びつけては犯しまくる極悪映像（7月7日、ゴールデンタイム）共演:まひろ芽唯、みおり舞、かなで自由
- ヒロイン緊縛 No13（7月8日、GIGA）共演:若槻みづな
- 敏感な勃起乳首を舐めるレズ No9（7月19日、ゑびすさん）共演:小峰みこ、平清香、高瀬杏、葵千恵、永原まい、初芽里奈、青井いちご、小春、新名未来
- 白衣の戦士 アルティメットエンジェル（7月22日、ZENピクチャーズ）共演:小田飛鳥、南碧香里
- レズ8 肛門ベロ指突っ込み（8月7日、フェティッシュジャパン）共演:梅原葵、中川絢音、高瀬杏、早坂愛梨、新名未来
- 第3回 素人ベロちゅう選手権 （8月18日、ロケット）共演:ひなたりこ、ましろあい
- 池袋のオナクラで指名No1の人妻AVDEBUT（8月18日、F&A）
- スケベなレズ性交（8月19日、ゑびすさん）共演: 小峰みこ、早坂愛梨、多田茉莉子、中居ちはる、今井花菜、高山えみり、聖菜アリサ
- お、奥さん…具が出てますよ！！（8月25日、マドンナ）共演:篠田あゆみ
- お嬢様たちの別荘で王様ゲーム！！（9月7日、Hunter）共演:宮崎あや、紗藤まゆ、七瀬ひとみ、早川瑞希
- 女友達を媚薬でソノ気にさせてアナタの彼氏のチ〇ポで親友どんぶり3PをSCOOPさせてくれませんか（9月9日、スクープ） 共演:安達メイ、木下寧々、夢咲りお、他
- ヒロイン討伐 No76（9月9日、GIGA）共演:大見はるか、原美織、川越ゆい
- JK個撮 うれあチャンとなごみっち。 黒髪天使のセフレ計画。優等生おま◯こ汁スペシャル（9月20日、スターパラダイス）共演:なごみ
- 鼻フック＆開口器口腔デストロイ（10月10日、グリップAV）共演:水城唯、大塚まゆ、つるのゆう、姫乃未来
- 膣圧低下に悩む奥様たちの間で今密かなブーム！！オマ○コトレーニング通称｢マントレ｣では施術と称して人妻と生でヌキ挿しシ放題（10月14日、スクープ）共演:七瀬ひとみ、沙原さゆ、夢咲りお、真田美穂
- 突然出来た2人の義理のお姉ちゃんはどっちがいっぱい中出しさせるか競い合うスケベ女！（10月19日、Hunter） 共演:逢沢るる、広瀬うみ、早川瑞希、仁美まどか
- クラスのアイドルだった子がデリヘル嬢になっていてまさかの再会！今や借金まみれになってしまった彼女は成功した僕の金の匂いを嗅ぎ分けたのか、自らゴムを外してまさかの生ハメ！そのまま中出し！（10月20日、アイエナジー）共演:芦名ユリア、葵千恵
- 玄関開けたら媚薬塗りチ○ポで隙アリ妻を宅配即ズボハメ！！ （10月28日、スクープ） 共演:本多恵、葵千恵、芦名ユリア、笑果りょう
- クィーンデッカー 催眠恥辱の罠（10月28日、GIGA）共演:宮崎あや
- 巨根祈願 ペニス増大クリニック（11月5日、ジャパン）共演:江上しほ、芦名ユリア、朝比奈ゆの、すなお恵、盛岡れみ
- 神獣戦隊ビーストレンジャー 狙われたビーストイエロー（11月11日、GIGA）共演:かなで自由
- ご近所若妻の無防備マ〇コを媚薬バイブでアクメ強姦膣2（11月11日、スクープ）共演:桃瀬ゆり、道重恋、沙原さゆ、葵千恵
- 耐えろ！！耐えるんだ彼氏！！街行くそこのラブラブカップルさん！！これから彼氏さんの目の前で大事な彼女さんにいろいろと段階的にチョメチョメしていきますので彼氏さんが耐えられるだけ耐えてください（11月13日、JET映像）共演:他2名
- 新パックリまんこアップ No11（11月18日、サルトル映像出版）共演:相澤ゆりな、羽月都花沙、浅美結花、NOA[要曖昧さ回避]、波木真由、花咲いあん、片瀬れのん、美泉咲、斉藤りこ
- 家出少女ビンタ凌辱！！家に拘束して住まわせている家出少女をビンタしてイマラチオして！お尻ひっぱいてハメまくって中出し！（11月19日、アパッチ）共演:江上しほ、かなで自由、緒方ルナ
- 女子大生だらけのシェアハウスでM男に調教された僕 No2（12月5日、ジャパン） 共演:江上しほ、芦名ユリア、朝比奈ゆの、すなお恵、盛岡れみ
- 一緒に住むことになった従姉妹は、 数年見ない間に巨乳娘に急 成長！童貞の僕をからかう従姉妹に冗談半分で ｢SEX の練習させてよ｣と頼んだら ｢擦るだけならいいよ｣と言われ結局素股じゃガマンできずにそのまま生ハメ中出し！（12月8日、アイエナジー）共演:日比乃さとみ、羽月都花沙、倉馬ちよ、有坂つばさ
- 恋する美少女たちが本能のままに愛し合う女子高生レズビアン 5組5時間（12月9日、V&R PRODUCE）共演:篠宮ゆり、芹沢つむぎ、荒木まい、川越ゆい、長谷川夏樹、葵こはる、桃原まみか、小西まりえ* マン汁・マンカス付きおま〇こレズ（12月19日、ゑびすさん）共演:川越ゆい、加藤ツバキ、木村つな、夏海花凛、高瀬杏、西口あられ、安達メイ
- 童貞強奪！拘束騎乗位中出し！大好きなお兄ちゃんに初めての彼女が出来た！ ｢どこの馬の骨ともわからない女に、兄の童貞が奪われてしまう…！｣（12月19日、アパッチ）共演:宮崎あや、仁美まどか、七瀬ひとみ
- マジックミラー号 むっつりスケベな女子大生はじめてのごっくん！！in池袋（12月22日、ソフトオンデマンド）共演:安達メイ、森保さな、他
- 仮面の女忍者ピンキーシャドウ（12月23日、GIGA）共演: 西尾れむ、明海こう、松浦ゆきな

- ブチギレたOLが色々なパンストで脚責め（1月5日、ジャパン）共演:江上しほ、芦名ユリア、朝比奈ゆの、すなお恵、盛岡れみ
- ヒロインクンニ地獄～妖怪捜査官 明石ミサ/女超人シャラーン～（1月27日、GIGA）共演:桃瀬ゆり、早野いちか
- スパンデクサー5～失われゆく能力 ！ムーンエンジェル肉体調教！～ （2月10日、GIGA）共演:小早川怜子、徳永れい
- 女子高生 電車痴漢 何も言えない恥じらい天使（2月20日、スターパラダイス）共演:小花藍莉、松浦ゆきな、西野杏子、早川れい、白石みお、まひろ芽唯、藍田さとみ、立花リク

## 出演

### ユニット
- MAYÜREA （2021年 - ）他出演：南まゆ、雨宮留菜